# Cold (Maroon 5)
Cold è un singolo del gruppo musicale statunitense Maroon 5, pubblicato il 14 febbraio 2017 dalla Interscope Records.

## Descrizione
Il brano ha visto la partecipazione vocale del rapper statunitense Future ed è stato successivamente incluso come bonus track dell'edizione deluxe del sesto album in studio del gruppo, Red Pill Blues.

## Video musicale
Il video è stato diretto a dicembre 2016 e si apre con il frontman Adam Levine al volante della sua macchina che risponde a una telefonata da parte di Future, il quale gli propone di andare a casa sua per fargli ascoltare un nuovo brano da lui composto. Pur a malincuore, Levin accetta e, non appena giunge a destinazione, si ritrova in mezzo a una festa.

## Tracce
1. Cold – 3:54

## Formazione
Gruppo
- Adam Levine – voce
- James Valentine – chitarra
- Jesse Carmichael – chitarra, tastiera
- Sam Farrar – chitarra, basso, tastiera, mellotron, percussioni, cori
- Mickey Madden – basso
- PJ Morton – tastiera
- Matt Flynn – batteria elettronica, percussioni

Altri musicisti
- Future – voce aggiuntiva

## Classifiche

### Classifiche di fine anno
| Classifica (2017) | Posizione |
| ----------------- | --------- |
| Brasile           | 93        |